# Вулиця Суха (Львів)
Вулиця Суха — вулиця у Франківському районі міста Львова, місцевість Богданівка. Сполучає вулиці Городоцьку та Сулими.

## Історія та забудова
Вулиця виникла у 1920-х роках в межах підміського села Богданівка та у 1928 році отримала назву Суха. Під час німецької окупації Львова, з 1943 року по липень 1944 року, мала назву Трокненґассе, у 1944 році вулиці повернули довоєнну назву Суха. У 1988 році перейменована на вулицю Кузякіна, на честь радянського розвідника В. Кузякіна, а у 1991 році вулиці повернули її історичну назву Суха.
Вулиця забудована одно- та двоповерховими будинками різних епох: 1930-х років, післявоєнного періоду, є і сучасні приватні садиби. З-поміж типової садибної забудови 1920-х—1950-х років оригінальною архітектурою вирізняються будинки № 17, 18, 20, 24.